# Centennial (Wyoming)
Centennial – jednostka osadnicza w Stanach Zjednoczonych, w stanie Wyoming, w hrabstwie Albany.